# David Valerjevics Ajrapetyan
David Valerjevics Ajrapetyan (oroszul: Давид Валерьевич Айрапетян) (Baku, 1983. október 26. –) orosz amatőr ökölvívó.
A Hegyi-Karabah Köztársaság hovatartozása  miatt kirobbant háború elől családjának el kellett hagynia szülőföldjét, ahonnan előbb Örményországba, majd Pjatyigorszkba, az oroszországi sztavropoli határterületre költöztek, orosz színekben versenyez.

## Eredményei
- 2002-ben junior világbajnok papírsúlyban.
- 2006-ban Európa-bajnok papírsúlyban.
- négyszeres orosz bajnok papírsúlyban (2004–2007).
- A 2006-os és 2007-es orosz bajnoki döntőkben a világbajnok Szergej Kazakovot győzte le.